# Don Abi
Don Abi (* 1972 in London) ist ein in Deutschland lebender Jazz-, Soul- und Reggaesänger nigerianischer Herkunft.
Don Abi wuchs in Lagos auf. 1986 musste er Nigeria verlassen und kam nach Köln. Hier trat er zunächst als Gast verschiedener Bands auf, tourte dann in den 1990er Jahren mit der eigenen High Voltage Band und veröffentlichte 1994 seine erste Single Criminaltiy No Pay. Daneben arbeitete er als Live- und Studiomusiker u. a. mit Maceo Parker und Gregory Isaacs. Zum 1995 erschienenen Album Liberation Thru Lyrics And Music der Gruppe Weep Not Child trug er zwei Songs bei.
Mit seinem Bruder Adé Bantu gründete er 1997–98 die Gruppe B.A.N.T.U., außerdem wurde er Mitglied von dessen deutsch-afrikanischen Gruppe Brothers Keepers. 2003 erschien sein von Reggae und Soul geprägtes Album Act Of Love, 2007 folgte das Album No Philosophy.
| Personendaten    | Personendaten         |
| ---------------- | --------------------- |
| NAME             | Abi, Don              |
| KURZBESCHREIBUNG | nigerianischer Sänger |
| GEBURTSDATUM     | 1972                  |
| GEBURTSORT       | London                |